# Baldwin V z Hainaut
Baldwin V (ur. 1150, zm. 17 grudnia 1195) – hrabia Hainaut i Flandrii, margrabia Namur, syn hrabiego Hainaut Baldwina IV i Alicji z Namur, córki Godfryda I z Namur.
W 1169 poślubił Małgorzatę I, późniejszą hrabinę Flandrii (1145 – 15 listopada 1194), córkę hrabiego Thierry'ego Alzackiego i Sybilli, córki króla Jerozolimy i hrabiego Andegawenii Fulka. Baldwin i Małgorzata mieli razem pięciu synów i trzy córki:
- Izabella (23 kwietnia 1170 – 15 marca 1190), żona Filipa II Augusta, króla Francji
- Baldwin I (lipiec 1172 – 1205), cesarz łaciński, hrabia Flandrii i Hainaut
- Jolanta (1175–1219), żona Piotra II de Courtenay
- Filip I Szlachetny (1175 – 9 października 1212), margrabia Namur
- Henryk (1176 – 16 czerwca 1216), cesarz łaciński
- Sybilla (1179 – 9 stycznia 1217), żona Guicharda IV, pana de Beaujeu
- Eustachy (zm. 1219), regent królestwa Tessaloniki
- Godfryd

Po śmierci ojca w 1171 został hrabią Hainaut jako Baldwin V. W 1177 jego szwagier, bezdzietny hrabia Flandrii, Filip Alzacki, wyznaczył Baldwina i Małgorzatę swoimi dziedzicami. Sojusz z Filipem przyniósł Baldwinowi realne korzyści, jak np. wydanie najstarszej córki za króla Francji Filipa II Augusta. Kiedy w 1180 doszło do wojny między Filipem II a Filipem Alzackim, Baldwin początkowo stanął po stronie swojego szwagra, jednak w trakcie działań wojennych przeszedł na stronę zięcia. Wojna trwała do 1186, ale nie przyniosła Baldwinowi realnych korzyści.
Filip Alzacki zmarł na wyprawie krzyżowej w 1191 i Baldwin wraz z żoną zostali władcami Flandrii jako Baldwin VIII i Małgorzata I (sam Baldwin był zresztą w prostej linii potomkiem pierwszych hrabiów Flandrii – jego pradziadek, Baldwin II z Hainaut, był młodszym synem hrabiego Baldwina VI Flandryjskiego). Wcześniej, bo w 1189 (lub 1190) został margrabią Namur jako Baldwin I. Prawa do Namur odziedziczył po swojej matce, Alicji. Tytuł przyznał mu cesarz Fryderyk I Barbarossa.
Małgorzata zmarła w 1194, ale Baldwin rządził Flandrią aż do swojej śmierci, która nastąpiła w 1195. Jego dziedzicem we Flandrii i Hainaut został jego najstarszy syn, Baldwin, późniejszy I cesarz łaciński Konstantynopola. Namur odziedziczył jego młodszy syn, Filip.